# Letten (Weidenberg)
Letten ([ˈlɛtən] ) ist ein Gemeindeteil des Markts Weidenberg im Landkreis Bayreuth (Oberfranken, Bayern). Letten liegt in der Gemarkung Lehen.

## Lage
Die Einöde liegt an der Bundesstraße 22, die nach Lehen (0,5 km westlich) bzw. nach Seybothenreuth verläuft (2,8 km südöstlich). Eine von der B 22 abzweigende Gemeindeverbindungsstraße führt nach Stockau (0,9 km nördlich).

## Geschichte
Von 1797 bis 1810 unterstand der Ort dem Justiz- und Kammeramt Bayreuth. Mit dem Gemeindeedikt wurde Letten dem 1812 gebildeten Steuerdistrikt Neunkirchen am Main und der zugleich gebildeten Ruralgemeinde Lehen zugewiesen. Am 1. Mai 1978 wurde Letten im Zuge der Gebietsreform in Bayern in die Gemeinde Weidenberg eingegliedert.

### Einwohnerentwicklung
| Jahr      | 001822 | 001861 | 001871 | 001885 | 001900 | 001925 | 001950 | 001961 | 001970 | 001987 |
| Einwohner | 18     | 11     | 16     | 11     | 11     | 5      | 3      | 7      | 5      | 7      |
| Häuser    | 1      |        |        | 1      | 2      | 1      | 1      | 1      |        | 1      |
| Quelle    | [ 5 ]  | [ 8 ]  | [ 9 ]  | [ 10 ] | [ 11 ] | [ 12 ] | [ 13 ] | [ 14 ] | [ 15 ] | [ 1 ]  |

## Religion
Letten ist evangelisch-lutherisch geprägt und nach St. Bartholomäus (Emtmannsberg)  gepfarrt.